# Aristàgores de Milet
Aristàgores de Milet o Aristàgoras de Milet (en llatí Aristagoras, en grec antic Αρισταγόρας "Aristagóras") fou un governant de Milet a finals del segle vi aC i començaments del V aC. Aristàgores era fill de Molpàgores.
Era cunyat i cosí de Histieu, el tirà de la ciutat a qui els perses havien posat al front de la ciutat. Durant l'estada d'Histieu a la cort persa com a conseller del rei Darios el Gran, va quedar a càrrec de la ciutat com a έπίτροπος (epitropos o regent).
La seva mala conducta conducta va posar fi au un llarg període de pau i va portar a la guerra. L'any 501 aC veient que tenia possibilitats de conquerir l'illa de Naxos, que havia destituït el seu tirà i instaurat una democràcia, va organitzar una força militar i per aquesta expedició va aconseguir soldats que li va deixar el sàtrapa veí, Artafernes de Sardes (Lídia). mentre s'hi encaminava, es va barallar amb el seu comandant i els perses en venjança van advertir els habitants de Naxos i el projecte va fallar.
Segons Heròdot el tresor d'Aristàgores, després de l'expedició, estava buit i no podent pagar a Artafernes allò que li havia promès, va haver d'iniciar una revolta general a Jònia. En tot cas va aprofitar que tenia la flota preparada i un missatge d'Histieu el va decidir a actuar. El seu primer pas va ser destituir els diversos tirans que encara governaven i entregar-los als seus súbdits. Va proclamar la democràcia i ell mateix va cedir el poder. Va demanar ajuda, primer a Esparta, que el va presentar a Cleòmenes I però no el va poder convèncer i aviat es va haver de retirar a Atenes on va ser més ben rebut. Va obtenir 20 galeres i 5 més dels eretris i el 499 aC va entrar a Jònia i va arribar fins a Sardes, que va ocupar i cremar, destruint el temple de Cibeles. Al cap d'un temps els perses van contraatacar i Cleòmenes es va haver de retirar i els aliats es van escampa. Els rebels es van retirar sense aconseguir cap victòria decisiva. Després de la derrota a Efes els petits contingents atenencs es van retirar de la lluita.
La contraofensiva persa va ser lenta però va avançar amb seguretat. Els comandants perses van sotmetre les ciutats. Aristàgores va planejar emigrar a Sardenya però finalment se'n va anar a Mircinos a Tràcia. Probablement l'any 497 aC quan atacava una ciutat dels veïns edons, va ser derrotat per una sortida dels enemics i va morir. Milet va ser conquerida pels perses el 494 aC i la revolta va quedar sufocada el 493 aC.
Segons Heròdot i Tucídides, sembla que Aristàgores era un home suau i eloqüent, disposat a aventurar-se de forma atrevida per a aconseguir simplement fins personals, però sense capacitat per a realitzar-los en el moment adequat. Era de caràcter dèbil, ineficient i covard.